# Жанно де Лекюрель
Жанно де Лекюре́ль (Lescurel, l'Escurel) (помер 23 травня, 1304?) — французький поет і композитор початку XIV століття, трувер. Про його життя відомо дуже мало. Він народився у родині паризького торговця. Імовірно, навчався музиці та служив в соборі Нотр-Дам. Довгий час вважалося, що він був повішений 23 травня 1304 року за зґвалтування, крадіжки та вбивство.
Але дослідження показали, що ім'я «Жанно де Лекюрель» було вельми поширено у Парижі XIV століття. Та немає жодного зв'язку між композитором Жанно де Лекюрельом, та тим Жанно де Лекюрельом, якого повісили.
Його спадщина, що збереглася у вигляді знаменитого рукопису «Роман про Фовеля», містить переважно одноголосі світські твори, написані в твердих формах: 20 балад, 12 рондо́ («A vous douce debonnaire» на 3 голоси — єдиний багатоголосний твір Лекюреля) і 2 diz entez. Разом з Адамом де ла Алем вважається одним з головних попередників Гійома де Машо.

## Твори
- Balades, rondeaux et diz entez sus refroiz de rondeaux / Jehannot de L´Escurel, hrsg. v. Friedrich Gennrich. Langen bei Frankfurt, 1964.
- The Works of Jehan de Lescurel, ed. by N.Wilkins // Corpus mensurabilis musicae 30. Roma, 1966.